# Jake Paul
Jake Joseph Paul (Cleveland, 17 gennaio 1997) è uno youtuber, attore e pugile statunitense diventato famoso nell'applicazione Vine.
Come attore, ha interpretato Dirk Mann nella serie Bizaardvark su Disney Channel. Nel corso della sua carriera, Paul è diventato oggetto di numerose controversie a causa del suo comportamento, tra cui acrobazie rischiose, comportamenti sessualmente allusivi e presenza di materiale inappropriato per l'età di YouTube, essere licenziato da Disney Channel e accusato di violazione di domicilio e assemblea illecita. Paul è stato anche accusato due volte di violenza sessuale.
La carriera da pugile di Paul è iniziata nell'agosto 2018, quando ha sconfitto lo YouTuber britannico Deji Olatunji in una gara amatoriale per KO tecnico al quinto round. Passando al professionismo, Paul ha battuto lo YouTuber AnEsonGib nel gennaio 2020, tramite KO tecnico al primo round. Da allora Paul ha avuto altri sette incontri, contro l’ex cestista Nate Robinson e i combattenti di arti marziali miste Ben Askren e Tyron Woodley con il quale ha avuto un rematch, Anderson Silva e il pugile professionista Tommy Fury. È sempre rimasto vittorioso fino all’incontro con il pugile professionista Tommy Fury, nel quale è stato dichiarato sconfitto in seguito ad una split decision dei giudici di gara.

## Biografia
Paul è nato il 17 gennaio 1997 a Cleveland, ed è cresciuto a Westlake, Ohio. È figlio di Pamela Ann Meredith di religione ebraica, Gregory Allan Paul e fratello di Logan. Paul ha iniziato la sua carriera a settembre 2013 pubblicando video su Vine. Al momento della sospensione di Vine, Paul aveva accumulato 5,3 milioni di follower e 2 miliardi di visualizzazioni sull'app.
Nel febbraio 2025, ha festeggiato in ritardo la sua Bar Mitzva, una celebrazione ebraica che simboleggia il passaggio del ragazzo, di 13 anni, in età adulta. 

## YouTube e carriera di attore

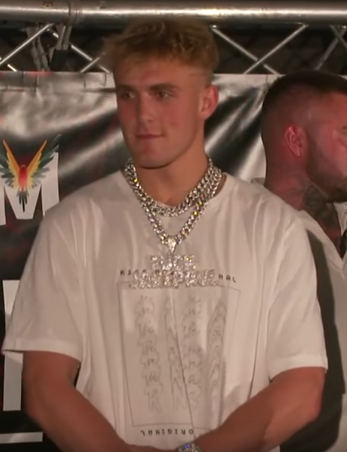
Jake Paul nel 2018

### 2015-2017:Bizaardvarked uscita
Nel 2015 è stato annunciato che Paul sarebbe stato il protagonista di Dirk nella nuova serie comica di Disney Channel, Bizaardvark. Il 22 luglio 2017, durante le riprese della seconda stagione di Bizaardvark, Disney Channel ha annunciato che Paul avrebbe lasciato la serie.
L'annuncio ha fatto seguito a un rapporto di notizie di KTLA sulle lamentele pubbliche dei vicini di Paul riguardo al rumore generato dagli scherzi, dalle feste, dai rischi di incendio e dalle folle di fan di Paul che si radunavano nel loro quartiere. Paul ha successivamente confermato le notizie sulla sua pagina Twitter, dicendo che ora si sarebbe concentrato maggiormente sul suo marchio personale, sul suo canale YouTube, sulle sue iniziative imprenditoriali e su più ruoli di recitazione per adulti. Paul in seguito ha rivelato in un'intervista con The Hollywood Reporter che in realtà era stato licenziato da Bizaardvark da Disney che voleva accelerare il processo di annullamento dello spettacolo a causa del segmento KTLA.

## Attività pugilistica

### Carriera amatoriale

#### Paul vs. Deji
Il 24 febbraio 2018, è stato annunciato che Paul e suo fratello avrebbero combattuto contro KSI e suo fratello minore, Deji, in due incontri di boxe. La lotta di Paul contro Deji fu il principale episodio di undercard prima che i loro fratelli maggiori, KSI e Logan Paul, combattessero nell'evento principale. Paul ha vinto il combattimento dopo 5 round mentre l'angolo di Deji ha gettato la spugna dopo una raffica di colpi.

### Carriera professionistica

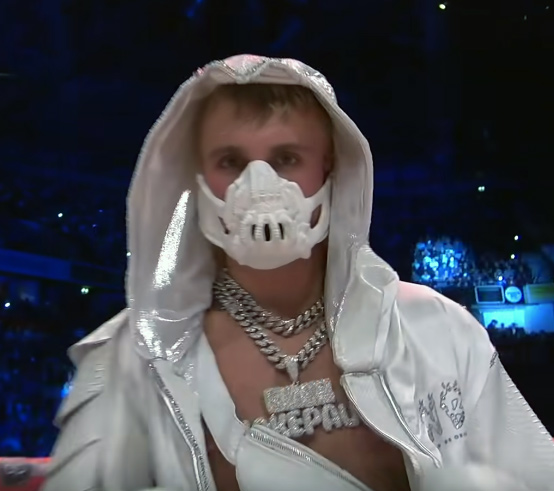
Jake Paul durante un incontro di boxe

#### Paul vs. AnEsonGib
Il 21 dicembre 2019 è stato annunciato che Paul avrebbe fatto il suo debutto nel pugilato professionistico contro lo YouTuber AnEsonGib, noto come Gib, il 30 gennaio 2020 a Miami. La sfida tra Paul e Gib è stata la coprotagonista nella serata dell'incontro per il titolo mondiale dei pesi medi WBO tra i pugili professionisti Demetrius Andrade e Luke Keeler. Paul ha vinto l'incontro per KO tecnico a 2:18 del primo round.

#### Paul vs. Robinson
Nel luglio 2020, è stato annunciato che si sarebbe avventurato sul ring per un secondo incontro professionale, affrontando l'ex giocatore di basket professionista Nate Robinson come parte dell'undercard per l'incontro di esibizione Mike Tyson vs. Roy Jones Jr. L'evento era inizialmente previsto per il 12 settembre al Dignity Health Sports Park di Carson, in California. Tuttavia ad agosto Tyson ha rivelato che l'evento era stato rinviato al 28 novembre per massimizzare le entrate. Paul ha battuto Robinson per KO a 1:24 nel secondo round.

#### Paul vs. Askren
Dopo un botta e risposta sui social media, è stato annunciato il 22 dicembre 2020 che il terzo avversario della carriera pro di Paul sarebbe stato l'ex Bellator MMA e ONE Welterweight Champion Ben Askren, il 28 marzo 2021 a Los Angeles. Dopo che Askren accettò la sfida di Paul, iniziarono a circolare voci su una proposta di data del 28 marzo a Los Angeles. Il 26 febbraio 2021 è stato annunciato che il combattimento si sarebbe tenuto il 17 aprile ad Atlanta. Paul ha sconfitto Askren via TKO a 1:59 nel primo round. L'evento, secondo quanto riferito da Triller, ha generato 1,45 milioni di acquisti pay-per-view, tuttavia la legittimità sia del match che dei numeri dell'evento è stata pesantemente messa in discussione da più personalità tra cui fan, combattenti di MMA e pugili.

#### Paul vs. Woodley
Prima che si svolgesse l'evento principale, Jake Paul vs. Ben Askren, Paul e uno dei suoi cornermen, J'Leon Love, sono stati coinvolti in uno scontro nel backstage con l'ex campione dei pesi welter UFC Tyron Woodley, dove Woodley è stato deriso a causa della sua inesperienza nel pugilato e del risultato dell'incontro di Paul contro il compagno di squadra di lunga data di Woodley, Ben Askren. Dopo aver battuto Askren, Paul fu chiamato da Woodley. Il 31 maggio 2021, è emersa la notizia che Paul avrebbe dovuto affrontare Woodley in un incontro di boxe il 29 agosto 2021. Ha vinto l'incontro ai punti con verdetto non unanime: un giudice ha segnato la lotta 77-75 per Woodley, mentre gli altri due giudici hanno segnato 77-75 e 78-74 a favore di Paul.

#### Paul vs. Woodley II
Il 29 ottobre 2021 è stato annunciato che Paul avrebbe affrontato l'imbattuto Tommy Fury il 18 dicembre, meno di quattro mesi dopo che Fury aveva fatto il suo debutto negli Stati Uniti nell'undercard del precedente incontro di Paul. L'incontro con un peso di cattura di 192 libbre, non fu però disputato a causa di un problema di salute di Fury. È stato quindi annunciato che il posto di Fury sarebbe stato preso da Woodley, andando così a comporre il rematch dell'incontro del precedente agosto. Il 18 dicembre Paul sconfigge nuovamente Woodley con un pesante KO al minuto 2:12 della 6ª ripresa, mettendolo al tappeto con un gancio destro al mento. Al momento del KO Paul stava vincendo ai cartellini col punteggio di 49-46 per due giudici e 48-46 per il terzo. Il KO è stato premiato come Knockout of the Year da ESPN.

#### Paul vs. Silva
Il 6 settembre 2022, è stato annunciato il combattimento fra Paul e l'ex campione UFC Anderson Silva per il 29 ottobre dello stesso anno in un match di 8 round dalla durata di 3 minuti ciascuno. L'incontro venne vinto da Paul per decisione unanime.

#### Paul vs. Fury
Il 27 gennaio 2023, è stato annunciato l'incontro fra Paul e Tommy Fury per il 26 febbraio dello stesso anno in Arabia Saudita. Paul perse l'incontro per decisione non unanime, nonostante avesse mandato K.D. l'avversario all'ottavo round.

#### Paul vs. Diaz
Il 12 aprile del 2023, viene annunciato un incontro con Nate Diaz, secondo atleta proveniente dall'UFC a combattere contro Paul, da tenersi per il 5 agosto dello stesso anno a Dallas, in Texas. Nonostante originariamente l'incontro dovesse svolgersi per 8 round, viene in seguito esteso a 10. Paul vince l'incontro con decisione unanime.

#### Paul vs. Tyson
L'incontro tra Paul e Mike Tyson, inizialmente previsto per il 20 luglio in Texas, era stato rinviato a causa di un'ulcera che aveva colpito l'ex campione del mondo.
Il match è stato trasmesso in diretta su Netflix e preceduto da una miniserie in tre episodi che documenta la preparazione dei due pugili, con commento di Ice-T.
Paul ha battuto Tyson su decisione unanime dei giudici, con punteggi di 80-72, 79-73 e 79-73 a favore di Paul.

#### Paul vs. Chávez Jr
Il 29 giugno 2025 incontra Julio César Chávez Jr., messicano già Campione mondiale pesi medi WBC, sulla distanza delle dieci riprese e sconfiggendolo per decisione unamime (99-91, 98-92, 97-93). Considerato l'avversario dalla carriera più illustre per Paul sinora in carriera, la vittora fa entrare il pugile statunitensi nel ranking WBA al N.14, consentendogli quindi una sfida per il Titolo.

### Accuse di violenza sessuale
Il 9 aprile 2021, è stato pubblicato un video dalla tiktoker Justine Paradise che ha affermato che Paul l'ha costretta a fare sesso orale toccandola senza il suo consenso durante un incidente alla Team 10 House nel 2019. Paul ha risposto alle accuse, dicendo: "Le accuse di aggressione sessuale non sono qualcosa che io o chiunque altro dovremmo prendere alla leggera, ma per essere chiarissimi, questa affermazione fatta contro di me è falsa al 100%". In un video successivo Paradise ha dichiarato di aver ricevuto molestie e minacce di morte per l'accusa.
Il 22 aprile 2021, un articolo su Paul del New York Times ha presentato una seconda accusa da parte della modella e attrice Railey Lollie, che in precedenza aveva lavorato per Paul all'età di 17 anni, affermando che Paul la chiamava spesso Jailbait e dopo una produzione di un video nel 2017, l'ha violentata ripetutamente.

### Indagini a Porto Rico
Il 15 maggio 2021, Paul è stato indagato dal Dipartimento delle risorse naturali e ambientali di Porto Rico per aver guidato un veicolo a motore sulle spiagge di Porto Rico, visto in un video che è stato pubblicato online ma poi rimosso. È illegale guidare veicoli a motore sulle spiagge di Porto Rico per proteggere la fauna selvatica naturale come le tartarughe marine. Paul si è scusato affermando che non aveva intenzione di fare del male.

## Vita privata
Nel novembre 2016 Paul ha iniziato a frequentare la collega YouTuber e influencer Alissa Violet. Si sono lasciati nel febbraio 2017
Nel gennaio 2020 Paul ha iniziato a frequentare la modella americana Julia Rose, dopo una pausa, si sono rimessi insieme nel luglio 2021, per poi lasciarsi definitivamente sei mesi più tardi.
Dal 2023 frequenta la pattinatrice velocista olandese Jutta Leerdam, con cui è attualmente fidanzato.

## Record di boxe professionistica
| No. |  | Risultato | Record | Avversario             | Metodo | Round, tempo | Data             | Luogo                                                            | Note |
| --- |  | --------- | ------ | ---------------------- | ------ | ------------ | ---------------- | ---------------------------------------------------------------- | ---- |
| 13  |  | Vittoria  | 12-1   | Julio César Chávez Jr. | UD     | 10           | 28 giugno 2025   | Honda Center, Anaheim, Stati Uniti d'America                     |      |
| 12  |  | Vittoria  | 11-1   | Mike Tyson             | SD     | 8            | 15 novembre 2024 | AT&T Stadium, Arlington, Texas, Stati Uniti d’America            |      |
| 11  |  | Vittoria  | 10-1   | Mike Perry             | KO     | 6            | 21 luglio 2024   | Tampa, Florida, Stati Uniti d'America                            |      |
| 10  |  | Vittoria  | 9-1    | Ryan Bourland          | KO     | 1            | 2 marzo 2024     | Coliseo de Puerto Rico José Miguel Agrelot, San Juan, Porto Rico |      |
| 9   |  | Vittoria  | 8-1    | Andre August           | KO     | 1            | 15 dicembre 2023 | Orlando, Florida, Stati Uniti d'America                          |      |
| 8   |  | Vittoria  | 7-1    | Nate Diaz              | UD     | 10           | 5 agosto 2023    | American Airlines Center, Dallas, Stati Uniti d'America          |      |
| 7   |  | Sconfitta | 6-1    | Tommy Fury             | SD     | 8            | 26 febbraio 2023 | Diriyah Arena, Diriyah, Arabia Saudita                           |      |
| 6   |  | Vittoria  | 6-0    | Anderson Silva         | UD     | 8            | 29 ottobre 2022  | Desert Diamond Arena, Glendale, Stati Uniti d'America            |      |
| 5   |  | Vittoria  | 5-0    | Tyron Woodley          | KO     | 6 (8)        | 18 dicembre 2021 | Amalie Arena, Tampa, Stati Uniti d'America                       |      |
| 4   |  | Vittoria  | 4-0    | Tyron Woodley          | SD     | 8            | 29 agosto 2021   | Rocket Mortgage FieldHouse, Cleveland, Stati Uniti d'America     |      |
| 3   |  | Vittoria  | 3-0    | Ben Askren             | TKO    | 1 (6)        | 17 aprile 2021   | Mercedes-Benz Stadium, Atlanta, Stati Uniti d'America            |      |
| 2   |  | Vittoria  | 2-0    | Nate Robinson          | KO     | 2 (6)        | 28 novembre 2020 | Staples Center, Los Angeles, Stati Uniti d'America               |      |
| 1   |  | Vittoria  | 1-0    | AnEsonGib              | TKO    | 1 (6)        | 30 gennaio 2020  | The Meridian At Island Gardens, Miami, Stati Uniti d'America     |      |

 Legenda
NC: no contest
KO: knockout
UD: decisione unanime
SD: decisione non unanime
SQ: squalifica
TKO: knockout tecnico. 

## Filmografia
| Anno | Titolo        | Ruolo     | Note  |
| ---- | ------------- | --------- | ----- |
| 2016 | Dance Camp    | Lancia    |       |
| 2016 | Mono          | Dugan     | Cameo |
| 2016 | Airplane Mode | Se stesso |       |

| Anno      | Titolo             | Ruolo     | Note                            |
| --------- | ------------------ | --------- | ------------------------------- |
| 2016-2018 | Bizaardvark        | Dirk Mann | Ruolo principale (stagioni 1-2) |
| 2016      | The Monroes        | Conrad    |                                 |
| 2016      | Walk the Prank     | Se stesso | Ospite speciale                 |
| 2017      | The Price Is Right | Se stesso | Ospite speciale / Modello       |

| Anno | Titolo                | Ruolo     |
| ---- | --------------------- | --------- |
| 2018 | The Mind of Jake Paul | Se stesso |

## Curiosità
Paul viene citato nell'episodio 4 della seconda stagione di Upload (Family Day). Durante un sabotaggio alle vasche di clonazione, la protagonista ha un ripensamento morale e rimette a posto il tubo di alimentazione della vasca precedentemente staccato dai suoi complici. Appena però letto il nome del proprietario del clone, Jake Paul, appunto, stacca di nuovo il tubo.